# Sites mégalithiques de l'Aude
Au début du XXe siècle, le département de l'Aude n'était pas considéré comme l'un des plus riches en sites mégalithiques de tous les départements de France. Plusieurs découvertes dans les années 1960 et 1970 ont pourtant permis de doubler le nombre de sites recensés.

## Caractéristiques

### Recensement
Dans son Essai sur les Monuments mégalithiques du département de l'Aude, Germain Sicard remarquait déjà que le département de l'Aude n'est pas une terre renommée du mégalithisme pour le nombre de ses monuments. En 1929, il y recensait 35 dolmens, 22 menhirs et 3 cromlechs tout en soulignant l'absence d'exploration méthodique du département. Depuis, plusieurs découvertes effectuées dans les années 1960 (la nécropole de la Clape ne fut découverte qu'en 1965) et 1970 ont permis à Jean Guilaine de recenser environ 70 dolmens. Comme dans beaucoup de départements du sud de la France, la toponymie atteste d'ailleurs de l'existence ancienne de menhirs, désormais disparus, comme en témoignent les noms de « Peyro dreito », « Peyro ficado » ou « Peyro lébado ». De plus, les monuments du département ont aussi subi des destructions pour des raisons religieuses, d'autres ont été épargnés après avoir été christianisé (Pierre Droite à Rieux-en-Val).
| \| Carcassonne Limoux Narbonne \| Répartition géographique des mégalithes dans le département. : dolmen - : menhir |
| Carcassonne Limoux Narbonne                                                                                        |

### Répartition géographique
Géographiquement, dolmens et menhirs sont plus présents dans le nord et le sud-est du département, en prolongement des fortes densités de l'Hérault ou des Pyrénées-Orientales, alors que l'ouest du département en est complètement dépourvu. Ces fortes densités correspondent aux zones géographiques les plus favorables à l'élevage (sud Minervois, Corbières) favorisant une meilleure conservation du patrimoine mégalithique, a contrario, dans les zones de plaine ces constructions gênant les cultures ont bien souvent été détruites.

### Architecture
Au niveau de la typologie, les dolmens se partagent entre :
- dolmens allongés, souvent abusivement catalogués d'allées couvertes, rectangulaires ou sub-rectangulaires (Arco del Pech, Boun Marcou, Monze, Clot de l'Hoste) parfois sectionnés en deux ou trois parties par des dalles échancrées (Pépieux, Saint-Eugène) ;
- chambres accessibles par un couloir rétréci (La Clape no 7) ;
- des édifices courts mais disposant d'un vestibule (La Clape no 8) ;
- chambres simples, carrées ou rectangulaires, s'apparentant à de simples coffres mégalithiques.

Si les édifices sont globalement de « dimensions plutôt réduites », quelques monuments se caractérisent par leur taille exceptionnelle : le menhir de Malves-en-Minervois mesure près de 5 m mètres de hauteur, l'allée couverte de Saint Eugène atteint 15 m de longueur pour 3 m de largeur et le dolmen Lo Morrel dos Fados s'étire sur 24 m de longueur.

### Datation
La datation de ces monuments s'étire du Néolithique final au Chalcolithique, soit au cours du IIIe millénaire av. J.-C..

### Folklore
Peu de légendes sont associées à ces constructions mégalithiques. Leur origine est souvent liée à l'unique thématique d'un géant ayant jeté des pierres ou son palet (« palats ») créant ainsi de facto le menhir ou le dolmen associé.

## Inventaire
| Monument                                  | Commune                  | Remarque                                                     | Protection         | Coordonnées                 | Illustration                     |  |
| ----------------------------------------- | ------------------------ | ------------------------------------------------------------ | ------------------ | --------------------------- | -------------------------------- |  |
| Menhir de Saint-Salvayre                  | Alet-les-Bains           | autre nom menhir de Bacou                                    |                    | 43° 00′ 49″ N, 2° 17′ 09″ E |                                  |  |
| Roquo Plantado                            | Bagnoles                 | menhir                                                       | détruit            |                             |                                  |  |
| Dolmen du Roc Gris                        | Bize-Minervois           |                                                              |                    | 43° 22′ 06″ N, 2° 51′ 58″ E |                                  |  |
| Pierre des Couteaux                       | Bize-Minervois           | dolmen                                                       |                    | 43° 21′ 45″ N, 2° 51′ 50″ E |                                  |  |
| Dolmen                                    | Bouilhonnac              |                                                              |                    |                             |                                  |  |
| Dolmen du Clot de l'Hoste                 | Bouisse                  | autre nom Le Tombeau                                         |                    | 42° 57′ 59″ N, 2° 25′ 35″ E |                                  |  |
| Dolmen de Prat d'Enmourgues,              | Camps-sur-l'Agly         |                                                              |                    |                             |                                  |  |
| Menhir de Faufrancou                      | Castans                  |                                                              |                    | 43° 25′ 55″ N, 2° 29′ 51″ E |                                  |  |
| Grand menhir de Counozouls                | Counozouls               | menhir douteux                                               |                    | 42° 43′ 46″ N, 2° 13′ 26″ E | Grand menhir de Counozouls       |  |
| 4 dolmens                                 | Citou                    |                                                              |                    |                             |                                  |  |
| Menhir de Peyre Picade                    | Coustaussa               |                                                              | brisé              |                             |                                  |  |
| Dolmen                                    | Coustouge                |                                                              |                    |                             |                                  |  |
| Dolmen des Escamels                       | Cubières-sur-Cinoble     |                                                              | ruiné              |                             |                                  |  |
| Dolmens de l'Arco del Pech                | Cubières-sur-Cinoble     | 3 dolmens autre nom dolmens du Col-de-Guilhem                |                    | 42° 52′ 14″ N, 2° 27′ 33″ E | Dolmen du Col-de-Guilhem n°1     |  |
| Dolmen de Coume-Jonquière                 | Davejean                 |                                                              | ruiné              |                             |                                  |  |
| Dolmens de Porteille                      | Félines-Termenès         | 2 dolmens                                                    |                    | 42° 59′ 41″ N, 2° 35′ 50″ E |                                  |  |
| Dolmen du Pla de Ferriol                  | Félines-Termenès         |                                                              |                    |                             |                                  |  |
| Dolmen                                    | Floure                   |                                                              |                    |                             |                                  |  |
| Dolmen de Bellongue                       | Fontjoncouse             | autre nom dolmen du Col de la Louve                          |                    | 43° 02′ 35″ N, 2° 45′ 47″ E | Dolmen de Bellongue              |  |
| Dolmen de Palats                          | Fontjoncouse             |                                                              |                    | 43° 01′ 23″ N, 2° 46′ 16″ E | Dolmen de Palats                 |  |
| Dolmen de la Pierre Plantée               | Fournes-Cabardès         |                                                              |                    | 43° 21′ 20″ N, 2° 24′ 18″ E | Dolmen de la Pierre Plantée      |  |
| Menhir de Peyregat                        | Fournes-Cabardès         |                                                              |                    | 43° 21′ 17″ N, 2° 23′ 53″ E |                                  |  |
| Dolmen                                    | Fourtou                  |                                                              |                    |                             |                                  |  |
| Peïro Dreitos                             | Greffeil                 | 2 menhirs                                                    |                    |                             |                                  |  |
| Nécropole de la Clape                     | Laroque-de-Fa            | 8 dolmens                                                    |                    | 42° 57′ 00″ N, 2° 34′ 32″ E |                                  |  |
| Allée couverte de Saint-Eugène            | Laure-Minervois          |                                                              | Classé MH (1931)   | 43° 17′ 51″ N, 2° 31′ 31″ E | Allée couverte de Saint-Eugène   |  |
| Allée couverte de Boun Marcou             | Mailhac                  |                                                              |                    | 43° 18′ 54″ N, 2° 49′ 28″ E |                                  |  |
| Menhir de Malves-en-Minervois             | Malves-en-Minervois      |                                                              | Classé MH (1921)   | 43° 15′ 12″ N, 2° 26′ 08″ E | Menhir de Malves-en-Minervois    |  |
| Dolmen                                    | Mas-Cabardès             |                                                              |                    |                             |                                  |  |
| Dolmen de l'Arquette                      | Massac                   | autre nom dolmen des Escoumes                                |                    | 42° 55′ 41″ N, 2° 34′ 59″ E | Dolmen de l'Arquette             |  |
| Dolmen de la Cioutat                      | Massac                   |                                                              |                    |                             |                                  |  |
| Dolmen des Trois Pierres                  | Massac                   |                                                              |                    | 42° 55′ 34″ N, 2° 34′ 27″ E | Dolmen des Trois Pierres         |  |
| Table des Morts                           | Massac                   | dolmen                                                       | Classé MH (1925)   | 42° 55′ 35″ N, 2° 34′ 43″ E |                                  |  |
| Dolmen du Col des Trabesses               | Niort-de-Sault - Mijanès | dolmen                                                       |                    | 42° 44′ 14″ N, 2° 00′ 42″ E |                                  |  |
| Dolmen de la Cahusière                    | Miraval-Cabardes         | 1 dolmen et 1 coffre funéraire                               |                    | 43° 23′ 15″ N, 2° 21′ 19″ E |                                  |  |
| Dolmen de Montbrun-des-Corbières          | Montbrun-des-Corbières   |                                                              | ruiné              | 43° 11′ 36″ N, 2° 41′ 43″ E |                                  |  |
| Dolmen de la Gouma,                       | Montgaillard             |                                                              |                    |                             |                                  |  |
| Menhir de Guittard                        | Montolieu                |                                                              |                    | 43° 17′ 36″ N, 2° 12′ 46″ E |                                  |  |
| Dolmen de la Madeleine d'Albesse          | Monze                    | allée couverte                                               |                    | 43° 09′ 41″ N, 2° 26′ 53″ E | Dolmen de la Madeleine d'Albesse |  |
| Nécropole de la Serre                     | Mouthoumet               | 1 dolmen et 7 cistes                                         |                    |                             |                                  |  |
| Dolmen du Roc Gris                        | Moux                     |                                                              |                    | 43° 09′ 45″ N, 2° 37′ 58″ E |                                  |  |
| Dolmen du Col des Trabesses               | Niort-de-Sault           |                                                              |                    | 42° 44′ 14″ N, 2° 00′ 42″ E |                                  |  |
| Dolmen des Trois Jasses                   | La Palme                 |                                                              | détruit            |                             |                                  |  |
| Sépultures mégalithiques du Bois de Moure | Pennautier               | 1 allée couverte et 1 tumulus                                |                    | 43° 16′ 20″ N, 2° 18′ 11″ E |                                  |  |
| Dolmen Lo Morrel dos Fados                | Pépieux                  |                                                              | Classé MH (1969)   | 43° 18′ 47″ N, 2° 40′ 47″ E | Dolmen Lo Morrel dos Fados       |  |
| Peiro Lébado                              | Peyrolles                | autres noms menhir de Peyrolles, menhir d'Arques             |                    | 42° 57′ 00″ N, 2° 20′ 47″ E |                                  |  |
| Menhir de Peyre Albert                    | Pradelles-Cabardès       |                                                              |                    | 43° 24′ 37″ N, 2° 25′ 33″ E |                                  |  |
| Menhir des Bayours                        | Pradelles-Cabardès       |                                                              |                    | 43° 24′ 51″ N, 2° 25′ 33″ E |                                  |  |
| Menhir du Nouret                          | Pradelles-Cabardès       |                                                              |                    | 43° 25′ 21″ N, 2° 26′ 00″ E |                                  |  |
| Pierre Droite                             | Rieux-en-Val             | menhir                                                       |                    | 43° 05′ 07″ N, 2° 32′ 06″ E | Pierre Droite                    |  |
| Dolmens de Ventajous                      | Roquefère                | 3 dolmens                                                    |                    | 43° 23′ 08″ N, 2° 22′ 10″ E |                                  |  |
| Dolmen de l'Aven                          | Roquefort-des-Corbières  |                                                              |                    | 42° 59′ 05″ N, 2° 54′ 35″ E |                                  |  |
| Dolmens de Paza                           | Rouffiac-des-Corbières   | autre nom dolmen de la Roudouniero (dolmen C)                | 1 détruit          | 42° 52′ 20″ N, 2° 32′ 00″ E | Dolmen de Paza                   |  |
| Dolmen de Trillol                         | Rouffiac-des-Corbières   | autre nom Cabane des Maures                                  |                    | 42° 54′ 16″ N, 2° 34′ 29″ E | Dolmen de Trillol                |  |
| Mégalithe de Counezeil                    | Rouffiac-des-Corbières   | type incertain autre nom menhir de Paza, menhir de Counezeil |                    | 42° 53′ 14″ N, 2° 32′ 06″ E | Menhir de Counezeil              |  |
| Pè de la Saoumeto                         | Saint-Pierre-des-Champs  | dolmen                                                       |                    |                             |                                  |  |
| Complexe mégalithique de l'Azérou         | Saissac                  | 8 pierres levées dont 1 menhir certain                       |                    |                             |                                  |  |
| Pierre levée de Picarel                   | Saissac                  | menhir                                                       | Classé MH (1949)   | 43° 22′ 27″ N, 2° 09′ 42″ E | Pierre levée de Picarel          |  |
| Dolmens de Salza-Vignevieille             | Salza                    | 4 dolmens,                                                   |                    |                             |                                  |  |
| Mégalithe indéterminé                     | Soulatgé                 | dolmen ou menhir                                             | dynamité vers 1950 |                             |                                  |  |
| Menhir de Moulintour                      | Termes                   |                                                              |                    |                             |                                  |  |
| Menhir de la Coumette                     | Tournissan               |                                                              |                    | 43° 04′ 38″ N, 2° 38′ 36″ E |                                  |  |
| Pèira Dreta                               | Tournissan               | menhir, autre nom Pierre Levée                               |                    | 43° 04′ 38″ N, 2° 38′ 35″ E |                                  |  |
| Dolmen de Montourens                      | Tourouzelle              |                                                              | ruiné              |                             |                                  |  |
| Dolmen de la Croux de la Peyro            | Trassanel                |                                                              |                    | 43° 20′ 45″ N, 2° 26′ 46″ E |                                  |  |
| Menhir de Trassanel                       | Trassanel                |                                                              |                    | 43° 21′ 04″ N, 2° 26′ 26″ E |                                  |  |
| Allée couverte de Jappeloup               | Trausse                  |                                                              |                    | 43° 19′ 39″ N, 2° 35′ 00″ E |                                  |  |
| Dolmen                                    | Villalier                |                                                              | détruit            |                             |                                  |  |
| Dolmen des Peirières                      | Villedubert              |                                                              |                    | 43° 13′ 26″ N, 2° 25′ 00″ E |                                  |  |
| Dolmen de la Coumbo de l'Agnel            | Villeneuve-les-Corbières |                                                              | détruit            |                             |                                  |  |
| Dolmen de Roquetrucade                    | Villeneuve-Minervois     |                                                              |                    | 43° 20′ 28″ N, 2° 28′ 54″ E | Dolmen de Roquetraoucade         |  |
| Dolmen du Vieil Homme                     | Villeneuve-Minervois     | autre nom dolmen de la Jagantière                            | Classé MH (1889)   | 43° 20′ 22″ N, 2° 28′ 57″ E | Dolmen du Vieil Homme            |  |
| Pierre Droite                             | Villeneuve-Minervois     | menhir                                                       |                    | 43° 19′ 18″ N, 2° 28′ 04″ E | Pierre Droite                    |  |